# جبل والتون (نيويورك)
جبل والتون، هو جبل يقع في جبال كاتسكيل بولاية نيويورك، غرب والتون. يقع تل بولوك شمال غرب جبل والتون، بينما تقع قمة كلابر في جنوب غرب والتون ويقع تل كرين في الجنوب الشرقي.